# Taniec ognia

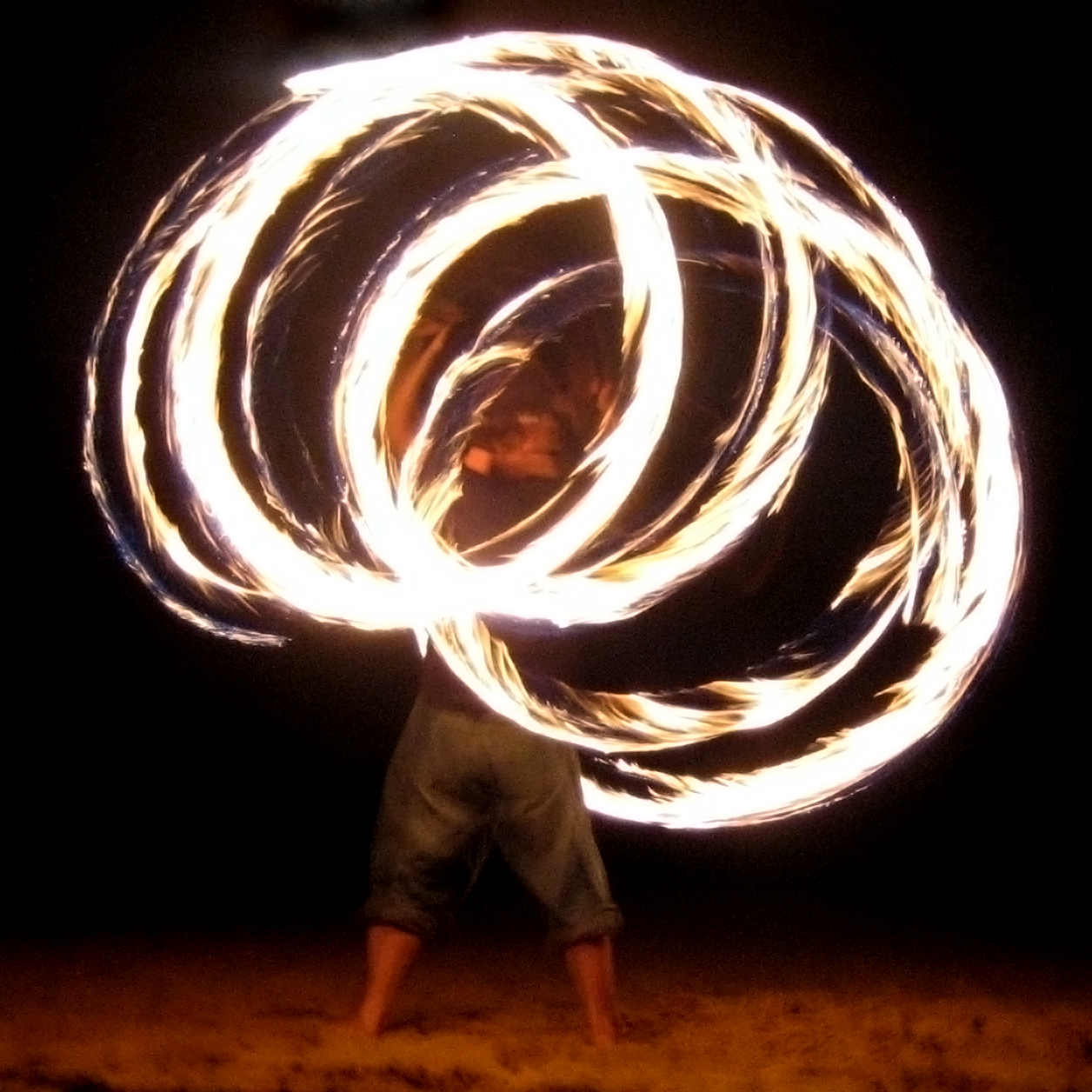
Taniec ognia

Taniec ognia (ognisty taniec, taniec z ogniem, fireshow) – rodzaj pokazu cyrkowego wykonywanego przez jednego lub grupę artystów, wymagający manipulacji płonącymi przedmiotami. Zazwyczaj obiekty te posiadają jeden lub więcej nasiąkliwych końców (podobnie jak pochodnia), które są moczone w podpałce parafinowej i podpalane. Najodpowiedniejszym, niepalnym materiałem jest kevlar.
Pokazy ogniowe często połączone są z elementami tańca klasycznego, nowoczesnego, a nawet tańca brzucha. Niejednokrotnie wplatane są elementy akrobatyki lub teatru. Często towarzyszą temu nie tylko starannie przygotowane stroje, ale odpowiednia choreografia i otoczka w postaci przedstawienia konkretnej historii.
Istnieje wiele sprzętów używanych do tańca z ogniem, najpopularniejsze z nich to poi oraz kij. Ponadto używane są:
- wachlarze
- liny całopalne
- diabelski kijek
- lewitujący kijek
- płonące piłki
- diabolo
- iskrowniki
- sześcian
- hula-hoop
- kij (kontaktowy)
- dwa kije
- smoczy kij (Dragon Staff)
- żonglerka kijami
- vul-cane
- parzydełko